# إتش إتش بينيت
إتش إتش بينيت (بالإنجليزية: H. H. Bennett) هو مصور وجندي أمريكي، ولد في 15 يناير 1843 في فارنهام في كندا، وتوفي في 1908.